# Gérard le Hardÿ de Beaulieu
Le vicomte Gérard le Hardÿ de Beaulieu, né le 3 janvier 1921 à Bruxelles et mort le 3 juin 1998 à Woluwe-Saint-Lambert, est un homme politique belge.

## Biographie
Gérard le Hardÿ de Beaulieu est l'arrière petit-fils d'Adolphe le Hardy de Beaulieu et le petit-fils d'Albert d'Huart. Il a épousé la princesse Marie-Salvatrix de Merode, fille d'Amaury de Merode.
Pendant la Seconde Guerre mondiale, il appartient à la Résistance et est fait prisonnier politique.

## Mandats et fonctions
- Conseiller communal de Gosselies : 1946-1975
- Conseiller provincial du Hainaut : 1958-1978
- Député permanent du Hainaut: 1971-1978
- Membre du Conseil régional wallon et de la Communauté française: 1980-1987[1]
- Membre du Conseil d'administration de la Société nationale des chemins de fer belges (SNCB) : 1969-1978
- Membre du Conseil d'administration de l'Agence de développement de la Région wallonne (SDRW) : 1973-
- Membre de la Chambre des représentants de Belgique : 1978-1987
- Président de la société de vénerie belge